# Aglossophanes adoxima
Aglossophanes adoxima là một loài bướm đêm trong họ Geometridae.